# I'm Not in Love

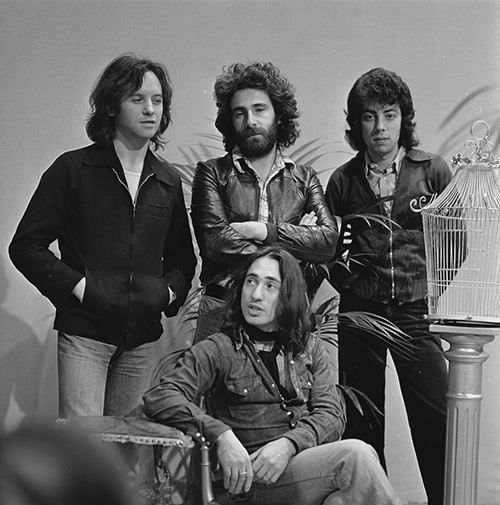
I 10cc nel 1974

I'm Not in Love è un singolo del gruppo musicale britannico 10cc, pubblicato nel 1975 come estratto dal loro terzo album in studio The Original Soundtrack.

## Descrizione
Il brano è stato scritto da Eric Stewart e Graham Gouldman. Stewart ha scritto il testo e composto il tema principale e il bridge, Gouldman ha composto l'introduzione, e insieme hanno composto la sezione strumentale.

## Tracce
7"
1. I'm Not in Love
2. Good News

Durata totale: 0:00
7" (USA e Canada)
1. I'm Not in Love
2. Channel Swimmer

Durata totale: 0:00

## Formazione
- Eric Stewart – voce, piano elettrico, sintetizzatori
- Graham Gouldman – chitarra, basso, cori
- Kevin Godley – batteria sintetizzata, cori
- Lol Creme – piano, cori
- Kathy Redfern – voce sussurrata

## Cover
- Nel 1983 i Krisma realizzano una cover elettronica di I'm Not in Love nel loro album registrato negli Stati Uniti Fido.
- Nel 1985 il cantante italiano Mike Francis realizza una cover del brano inclusa poi nell'album Features ottenendo buon successo.
- Nel 1990 il gruppo statunitense Will to Power ha pubblicato il brano come estratto dall'album Journey Home.
- Nel 1996 la cantante australiana Deni Hines ha pubblicato il singolo, inciso nel suo album di debutto Imagination.
- Nel 1998 Rosario Fiorello ha pubblicato una versione italiana del brano intitolata "Vorrei che tu mi dicessi sì", nel suo album Batticuore.
- Il gruppo trip hop inglese degli Olive ha pubblicato il brano come singolo nel 2000, estratto dal loro secondo disco Trickle.
- Altre cover sono quelle di Deborah Blando, Hervé Vilard, Petula Clark, Amy Grant, Ultrabeat, Susan Wong, Diana Krall, Mark Kozelek e Kelsey Lu.